# Alberto Gil
Alberto Gil (* 3. Juli 1952 in Madrid) ist ein spanischer Sprach- und Übersetzungswissenschaftler. Er lehrt als Universitätsprofessor für iberoromanische Übersetzungswissenschaft der Philosophischen Fakultät II (Fachrichtung Angewandte Sprachwissenschaften, Übersetzen, Dolmetschen) der Universität des Saarlandes.

## Leben
Alberto Gil wurde 1952 in Madrid geboren. Nach einem Studium der Altphilologie und Hispanistik promovierte er 1979 an der Universität zu Köln mit einer Dissertation zum Thema Chorlieder in Senecas Tragödien. In den folgenden Jahren war er Lektor für Spanisch am Romanischen Seminar der Universität zu Köln und anschließend am Institut für Romanische Philologie der RWTH Aachen. Alberto Gil unterrichtete als Professor für spanische Sprach- und Literaturwissenschaften an der Fachhochschule Köln (1984–1996) und nahm einen Lehrauftrag am Romanischen Seminar der Universität Bonn (1991–1996/97) an. Von 1995 bis 1997 arbeitete er an den Forschungsprojekten „Studien zu Valenz und Wortstellung im Französischen und Italienischen“ und „Kognitive und kommunikative Dimensionen der Metaphorik in den romanischen Sprachen“, die vom Ministerium für Wissenschaft und Forschung finanziert wurden. Seit 1996 ist er Lehrstuhlinhaber für romanische Übersetzungswissenschaft an der Universität des Saarlandes. Alberto Gil gründete 2007 die Forschungsstelle „Rhetorik und Ethos“ (Rhethos) und 2012 das Forschungszentrum „Hermeneutik und Kreativität“.

## Forschungsschwerpunkte
- vergleichende Grammatik
- Rhetorik
- Textlinguistik
- Metaphernforschung
- Übersetzungswissenschaft

## Publikationen (Auswahl)

### Wissenschaftliche Abhandlungen
- Wie man wirklich überzeugt. Einführung in eine werteorientierte Rhetorik. S. 1–181. Röhrig Universitätsverlag, St. Ingbert 2013, ISBN 3-86110-522-5
- Textadverbiale in den romanischen Sprachen. Eine integrale Studie zu Konnektoren und Modalisatoren im Spanischen, Französischen und Italienischen. S. 444. Peter Lang Verlag, Frankfurt am Main 1995. In: Bonner Romanistische Arbeiten, Band 53. Rezensionen: 1. Romanistisches Jahrbuch 46, 1995, 166–169 (I. Neumann-Holzschuh, Regensburg); 2. Revue Romane 33, 1998, 139–141 (G. Skytte, Kopenhagen); 3. Zeitschrift für französische Sprache und Literatur CVIII/1, 1998, 58–60 (F. Venier, Stuttgart); 4. Romance Philology, vol. 56, Spring 2003, 374–378 (Nelson Cartagena, Heidelberg).
- Physis und Fiktion. Kommunikative Prozesse und ihr literarisches Abbild in EL JARAMA. (Mit Hans Scherer). S. 1–201. Edition Reichenberger, Kassel 1984, ISBN 3-923593-14-7
- Die Chorlieder in den Tragödien Senecas. Eine Untersuchung zu Senecas Philosophie und Chorthemen. (Dissertationsdruck). S. 216. Köln 1979.

### Herausgeberschaften
- Gil, Alberto; Polzin-Haumann, Claudia: Angewandte Romanistische Linguistik. Kommunikations- und Diskursformen im 21. Jahrhundert. Röhrig Universitätsverlag, St. Ingbert 2015, ISBN 978-3-86110-584-8.
- Gil, Alberto; Kirstein, Robert: Wissenstransfer und Translation. Zur Breite und Tiefe des Übersetzungsbegriffs. Röhrig Universitätsverlag, St. Ingbert 2015, ISBN 978-3-86110-556-5.
- Gil, Alberto; Schmeling, Manfred: Kultur Übersetzen. Zur Wissenschaft des Übersetzens im deutsch-französischen Dialog. Akademie Verlag, Berlin 2009, ISBN 3-05-004340-7
- Gil, Alberto; Wienen, Ursula: Multiperspektivische Fragestellungen der Translation in der Romania. Hommage an Wolfram Wilss zu seinem 80. Geburtstag. S. 350. Peter Lang Verlag, Frankfurt am Main 2007, ISBN 3-631-56186-5
- Gil, Alberto; Schmitt, Christian: Retórica en las lenguas iberorrománicas. Una ciencia fronteriza entre Lingüística y Literatura. Romanistischer Verlag, Bonn 2006, ISBN 3-86143-166-1
- Gil, Alberto; Schmitt, Christian: Aufgaben und Perspektiven der romanischen Sprachgeschichte im dritten Jahrtausend. Akten der gleichnamigen Sektion des XXVII. Deutschen Romanistentages, München (7.–10. Oktober 2001). Romanistischer Verlag, Bonn 2003, ISBN 3-86143-142-4
- Gil, Alberto; Schmitt, Christian: Gramática y pragmática del español. Actas de la sección\"Grammatik und Pragmatik im Spanischen\" del XIII. Deutscher Hispanistentag, Leipzig (8.–11. März 2001). Romanistischer Verlag, Bonn 2002, ISBN 3-86143-131-9